# Domingo García Fernández
Domingo García Fernández, nascut a Belorado, província de Burgos, el 1759 i traspassat el 1829, fou un químic espanyol de finals del segle xviii i primers del xix.

## Biografia
Les primeres notícies sobre les activitats de García Fernández el situen a París a principis de la dècada de 1780, a on es va dirigir per a completar els seus estudis en el Col·legi de Farmàcia i en la Facultat de Medicina. El 1783 va obtenir una pensió del govern d'Espanya per a ampliar els seus estudis en química i per a espiar les tècniques de fabricació i ús de tintes emprades pels francesos en la seva factoria de Gobelins. A diferència d'altres científics espanyols de l'època, García Fernández va concentrar els seus interessos en l'àrea denominada química aplicada a les arts, més centrat en els coneixements químics en si mateixos que en el seu ús en altres camps com la mineria, la medicina o la cirurgia.
En 1787 García Fernández, ja empleat per la Junta General de Comerç i Moneda com a encarregat dels assumptes químics, torna a França per a realitzar diverses comissions especialment destinades a la creació d'una escola de química a Madrid i una càtedra de química aplicada a les arts. L'encàrrec de García Fernández incloïa visitar les Cases de la Moneda de París i Bordeus per a aprendre tècniques de fosa i afinació, adquirir plans i models de forns i màquines útils, especialment instruments de precisió per a la càtedra, i, en general, actualitzar els seus coneixements. Ja en Espanya seria nomenat inspector general de les Reals cases de moneda i director general de les Reals fàbriques de salnitre i pólvora, per a les quals va editar un reglament el 1808.
Com un gran nombre de científics espanyols rellevants, el caràcter il·lustrat de García Fernández i la seva proximitat al pensament francès li portarien complicacions durant el període d'invasió francesa, perquè al col·laborar amb el govern de Josep Bonaparte va haver d'exiliar-se a França en finalitzar la guerra en 1813. Encara que va tornar a Espanya al cap de poc, després de la firma del Tractat de Valençay en el que es prometia el perdó als afrancesats, se'l va apartar de tots els càrrecs oficials fins a 1818, que se li encarrega la direcció de la fàbrica d'Alcáraz i, més tard, de les salines de La Poza. En 1822 va ser designat per a dirigir les vitals mines d'Almadén, que va millorar sensiblement, i on va exercir fins a la seva mort.

## Obra
En 1793 i 1795, respectivament, García Fernández tradueix del francès els recentment publicats:
- Elements de farmàcia teòrica i pràctica del farmacèutic francés Antoine Baumé.
- Elements de l'art de tenyir de Berthollet, i inclou al final una nova traducció del Mètode de la nova nomenclatura química de Lavoisier.

García Fernández prodiga les seves publicacions sobre química i mineralogia en revistes estrangeres com Annales de Chimie, Journal of Natural Philosophy: Chemistry and the Arts, Philosophical Magazin i Allgemeines Journal Der Chemie, fins a aconseguir les set publicacions. En 1799 funda, junt amb el mineralogista alemany Christian Herrgen, el químic francès Joseph Louis Proust i el botànic i naturalista espanyol Antonio José Cavanilles la primera revista científica espanyola, Anales de Historia Natural, a la que contribueix amb distints articles en què posa de manifest la seva excel·lents relacions científiques amb Proust, amb el que intercanviava verificacions dels seus respectius experiments.

### Obres
- GARCÍA FERNÁNDEZ, D., Rapport fait au conseil du commerce et des mines d'Espagne sur un nouveau bois propre a la teinture nomme paraguatan,Annales de Chimie, 23 (1797): 320-324.
- GARCÍA FERNÁNDEZ, D., Rapports faits à la junte royale de commerce, monnoie et mines sur quelques productions naturelles nouvellement decouvertes en Espagne, et autres travaux, Annales de Chimie, 28 (1798): 311-316.
- GARCÍA FERNÁNDEZ, D., Rapport fait au conseil du commerce et des mines d'Espagne sur un nouveau bois propre a la teinture nomme paraguatan, Journal of Natural Philosophy, Chemistry and the Arts, 2 (1799): 93-94.
- GARCÍA FERNÁNDEZ, D., Rapport fait au conseil du commerce et des mines d'Espagne sur un nouveau bois propre a la teinture nomme paraguatan, Phil. Magazine, 1 (1798): 92-94.
- GARCÍA FERNÁNDEZ, D., Einflussdes Lichts bei der Reinigung der Salpetersäure von Salziger Säure, Allgemeines J. der Chemie, 2 (1799): 576.
- GARCÍA FERNÁNDEZ, D., Eine besondere Metallische Substanz in einem Neuen Spanischen Quecksilbererz, Allgemeines J. der Chemie, 2 (1799): 577-578.
- GARCÍA FERNÁNDEZ, D., Rapport fait au conseil du commerce et des mines d'Espagne sur un nouveau bois propre a la teinture nomme paraguatan, Allgemeines Journal der Chemie, 2 (1799): 547-550.